# Wayang
Wayang é uma palavra javanesa para determinados tipos de teatro de fantoche (teatro de marionetas) e o termo também pode designar o próprio boneco de fantoche. Essas apresentações de teatro de sombras com fantoches são acompanhadas por uma orquestra de gamelão em Java e pelo gênero musical wayang em Bali, ilhas da Indonésia.
A UNESCO designou o wayang kulit, o teatro de sombra com fantoches, e o mais conhecido wayang indonésio, como obras-primas do Patrimônio Oral e Imaterial da Humanidade em 7 de novembro de 2003, em 2008 na lista representativa do Património Cultural Imaterial da Humanidade. Em retorno ao reconhecimento, a UNESCO exige que os indonésios preservem esse patrimônio.

## Importância cultural

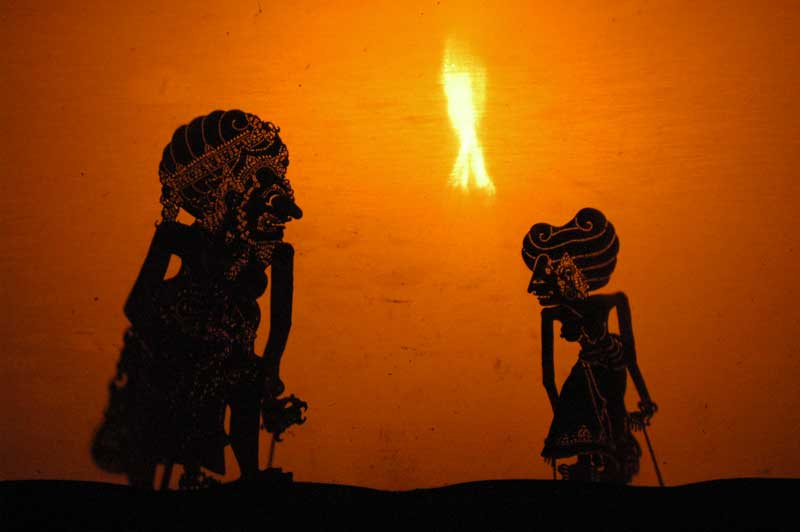
Um espetáculo Wayang em Bali: representação do Ramayana.

Essa antiga forma de contar histórias, famosa pelas marionetas meticulosamente elaboradas e pela complexidade dos estilos musicais, surgiu na ilha indonésia de Java. Durante dez séculos, o wayang desenvolveu-se tanto nas cortes reais de Java e Bali como nas áreas rurais. Hoje, não é praticado apenas nestas ilhas, mas também em Lombok, Madura, Sumatra e Bornéu, onde diferentes estilos locais de interpretação e acompanhamento musical foram desenvolvidos.
Apesar de estas marionetas artesanais serem de tamanhos, formas e estilos diferentes, dominam dois grandes tipos: o fantoche de madeira tridimensional (wayang kitik ou golèk) e o fantoche de sombra, liso e de couro (wayang kulit), cuja silhueta é projetada em sombra chinesa numa tela. Ambos os tipos distinguem-se pelos seus trajes, características do rosto e corpos articulados. O dalang (mestre bonequeiro) manipula cuidadosamente os braços por meio de hastes muito finas fixadas nos fantoches. Para reforçar o efeito dramático, cantores e músicos executam melodias complexas acompanhadas de instrumentos de latão e gamelão (instrumento de percussão). Em épocas antigas, os marionetistas eram considerados cultos e especialistas em transmitir valores morais e estéticos com a sua arte. As palavras e ações dos personagens cómicos, que representavam o "homem comum", eram dispositivos eficazes para criticar problemas sociais e políticos, e é de acreditar que essa função especial contribuiu para a sua sobrevivência ao longo dos séculos. Os personagens dos mitos representados no teatro Wayang vêm de mitos locais, contos persas ou de antigos épicos indianos. O repertório e as técnicas de interpretação foram transmitidos oralmente dentro das famílias dos marionetistas, músicos e artesãos que os criaram. O Dalang deve ser capaz de memorizar uma vasta coleção de histórias, declamar fragmentos de contos antigos e cantar canções poéticas, tudo de uma maneira engenhosa e criativa.
O teatro de bonecos Wayang continua a desfrutar do interesse do público. Porém, para enfrentar a concorrência de formas contemporâneas de entretenimento, como vídeo, televisão ou karaoke, tendem a exagerar as cenas cómicas em detrimento do enredo da história e a substituir o acompanhamento musical tradicional pela música pop, contribuindo para alterar certas características da tradição.
Em 2008, o teatro de marionetas Wayang foi integrado pela UNESCO na lista representativa do Património Cultural Imaterial da Humanidade.